# Lachem
Lachem ist ein Ortsteil der Stadt Hessisch Oldendorf im niedersächsischen Landkreis Hameln-Pyrmont. Der Ort gehört zur Ortschaft Hemeringen/Lachem.

## Geografie und Verkehrsanbindung
Der Ortsteil liegt südöstlich des Kernbereichs von Hessisch Oldendorf. Die Weser fließt nordöstlich.
Am südlichen Ortsrand verläuft die Landesstraße L 433. Östlich, auf der anderen Weserseite, verläuft die B 83.

## Sport
In Lachem, ist der Fußballverein SV Lachem-Haverbeck beheimatet. Ligazugehörigkeit, ist die 2. Kreisklasse Hameln-Pyrmont.